# Idalus tenuifascia
Idalus tenuifascia är en fjärilsart som beskrevs av Paul Dognin 1911. Idalus tenuifascia ingår i släktet Idalus och familjen björnspinnare. Inga underarter finns listade i Catalogue of Life.